# Equinacósido
Equinacósido  es un fenol natural. Es un ácido cafeico glucósido de la clase fenilpropanoides. Se constituye a partir de un trisacárido que consiste en dos de glucosa y uno de ramnosa, restos glucosídico a un ácido cafeico y un dihidroxifeniletanol (hidroxitirosol) de residuos en el centro de la ramnosa. Este glucósido soluble en agua es un distintivo de metabolitos secundarios de Echinacea angustifolia y Echinacea pallida (a alrededor de 1%), pero solo se produce en pequeñas cantidades en la Echinacea purpurea. También se aisló a partir de Cistanche spp.
Fue aislado por primera vez por Stoll et al. en 1950 a partir de las raíces de Echinacea angustifolia. Muestra una débil actividad antibiótica in vitro contra Staphylococcus aureus y Streptococci.